# Téo James Michel
Téo James Michel, né le 3 mai 2004 à Paris en France, est un footballeur international haïtien, qui joue au poste d'ailier droit au CD Ibiza Islas Pitiusas (en).

## Biographie

### En club
Né à Paris en France, Téo James Michel joue notamment pour le Le Blanc-Mesnil SF avant de rejoindre le centre de formation de La Berrichonne de Châteauroux, il devient notamment un joueur important de l'équipe des moins de 17 ans du club. Le 23 juin 2022, Michel signe un contrat élite avec Châteauroux.
Il joue son premier match avec l'équipe première 28 avril 2023, contre le FC Villefranche, en championnat. Entré en jeu à la place de Peter Ouaneh, il voit son équipe s'incliner par cinq buts à un.
Michel commence à jouer de plus en plus avec l'équipe première au cours de la saison 2024-2025, où il dépanne même au poste d'arrière droit à plusieurs reprises.

### En sélection
En mars 2025, Téo James Michel est appelé pour la première fois avec l'équipe nationale d'Haïti par le sélectionneur Sébastien Migné. Il honore sa première sélection avec lors de ce rassemblement le 22 mars 2025 face à l'Azerbaïdjan. Il entre en jeu et son équipe s'impose par trois buts à zéro,.
En juin 2025, Michel figure dans la liste du sélectionneur Sébastien Migné afin de participer à la Gold Cup 2025 avec Haïti,.